# Mantidactylus curtus
Mantidactylus curtus (Boulenger, 1882) è una rana della famiglia Mantellidae, endemica del Madagascar.

## Distribuzione e habitat

Areale